# Società Sportiva Ponziana 1941-1942
Questa voce raccoglie le informazioni riguardanti la Società Sportiva Ponziana nelle competizioni ufficiali della stagione 1941-1942.

## Rosa
| N. |                   | Ruolo | Calciatore         |
| -- | ----------------- | ----- | ------------------ |
|    | Italia (bandiera) | A     | Bruno Brainick     |
|    | Italia (bandiera) | D     | Cesare Caproni     |
|    | Italia (bandiera) | A     | Romolo Celant      |
|    | Italia (bandiera) | D     | Giorgio Dabrilla   |
|    | Italia (bandiera) | A     | Rino Fabbro        |
|    | Italia (bandiera) | D     | Guido Flumiani     |
|    | Italia (bandiera) | D     | Sergio Gambi       |
|    | Italia (bandiera) | D     | Giordano Gasperini |

| N. |                   | Ruolo | Calciatore        |
| -- | ----------------- | ----- | ----------------- |
|    | Italia (bandiera) | D     | Mario Lucchesi    |
|    | Italia (bandiera) | C     | Rolando Padovan   |
|    | Italia (bandiera) | C     | Livio Pozo        |
|    | Italia (bandiera) | P     | Duilio Santarosa  |
|    | Italia (bandiera) | A     | Luciano Siega     |
|    | Italia (bandiera) | C     | Pietro Svageli    |
|    | Italia (bandiera) | P     | Antonio Tricarico |